# Col du Mollendruz
Le col du Mollendruz est un col de montagne routier à 1 180 mètres d'altitude dans le massif du Jura.

## Géographie
Le col est situé dans le canton de Vaud sur la principale liaison entre la vallée de Joux et le plateau vaudois.

## Activités

### Ski nordique
Ouvert toute l'année, le col est en hiver le départ de nombreuses randonnées en raquette à neige et à ski de fond.

### Cyclisme
Le col est franchi en 3e catégorie lors de la 9e étape du Tour de France 1952, avec un passage en tête du Français Raoul Rémy.
Il figure sur le parcours de la 8e étape du Tour de France 2022, entre Dole et Lausanne, précédé par le col de Pétra Félix et donc non pris en compte au Grand Prix de la montagne.